# Clarence Larkin
Pour les articles homonymes, voir Larkin.
Clarence Larkin (1850-1924) est un pasteur chrétien baptiste américain, enseignant de la Bible, et écrivain. Ses livres et ses cartes ont exercé un grand impact sur la culture évangélique conservatrice dans le XXe siècle. Ses cartes et tableaux étaient élaborés dans le but de fournir aux lecteurs une stratégie visuelle permettant de cartographier l'action de Dieu dans l'histoire de l'humanité et d'interpréter les prophéties bibliques complexes.

## Biographie
Clarence Larkin est né le 28 octobre 1850, à Chester, en Pennsylvanie. Il connait sa conversion au christianisme évangélique à l'âge de 19 ans. Il obtient ensuite un emploi dans une banque. À l'âge de 21 ans, il quitte la banque et va à l'université, où il obtient un diplôme d'ingénieur en mécanique, pour devenir après un dessinateur professionnel pendant un moment, puis un professeur des aveugles. Cette dernière profession développe ses facultés descriptives, tandis que celle de dessinateur influence fortement son style artistique. Plus tard, son état de santé critique l'oblige à abandonner sa carrière d'enseignant. Après un repos prolongé, il se consacre à la manufacture. Quand il s'est converti, il est devenu un membre de l'Église épiscopale. Et en 1882, à l'âge de 32 ans, il devient baptiste et est ordonné ministre baptiste deux ans plus tard. Son premier pastorat se déroule à Kennett Square (en Pennsylvanie) et son second au Fox Chase (Pennsylvanie), où il reste pendant 20 ans. Ses recherches sur les Écritures bibliques, et la lecture de quelques livres qui tombaient entre ses mains, le conduisent à adopter bon nombre des principes de la théologie pré-millénariste qui est populaire dans les milieux protestants conservateurs de l'Age Doré. En ce moment, il commence à faire de grandes cartes murales, qu'il utilise dans ses prédications et qu'il intitule « Vérité prophétique ». Ce nouveau style de prédication le rend populaire et lui permet de prêcher à plusieurs endroits sur invitations. Et en même temps, il publie plusieurs tableaux prophétiques, qui sont largement diffusés et contribuent à la rédaction des articles pour les écoles du dimanche. En 1918, il publie Dispensational Truth (Vérité dispensationnel).
Les principales publications du Dr Larkin sont Dispensational Truth (Le plan et le dessein de Dieu dans les âges), Rightly Dividing the Word (Dispense correctement la parole), The Book of Daniel (Le livre de Daniel), Spirit World (Esprit du monde), Second Coming of Christ (Seconde venue du Christ), et A Medicine Chest for Christian Practitioners, un manuel sur l'évangélisation.

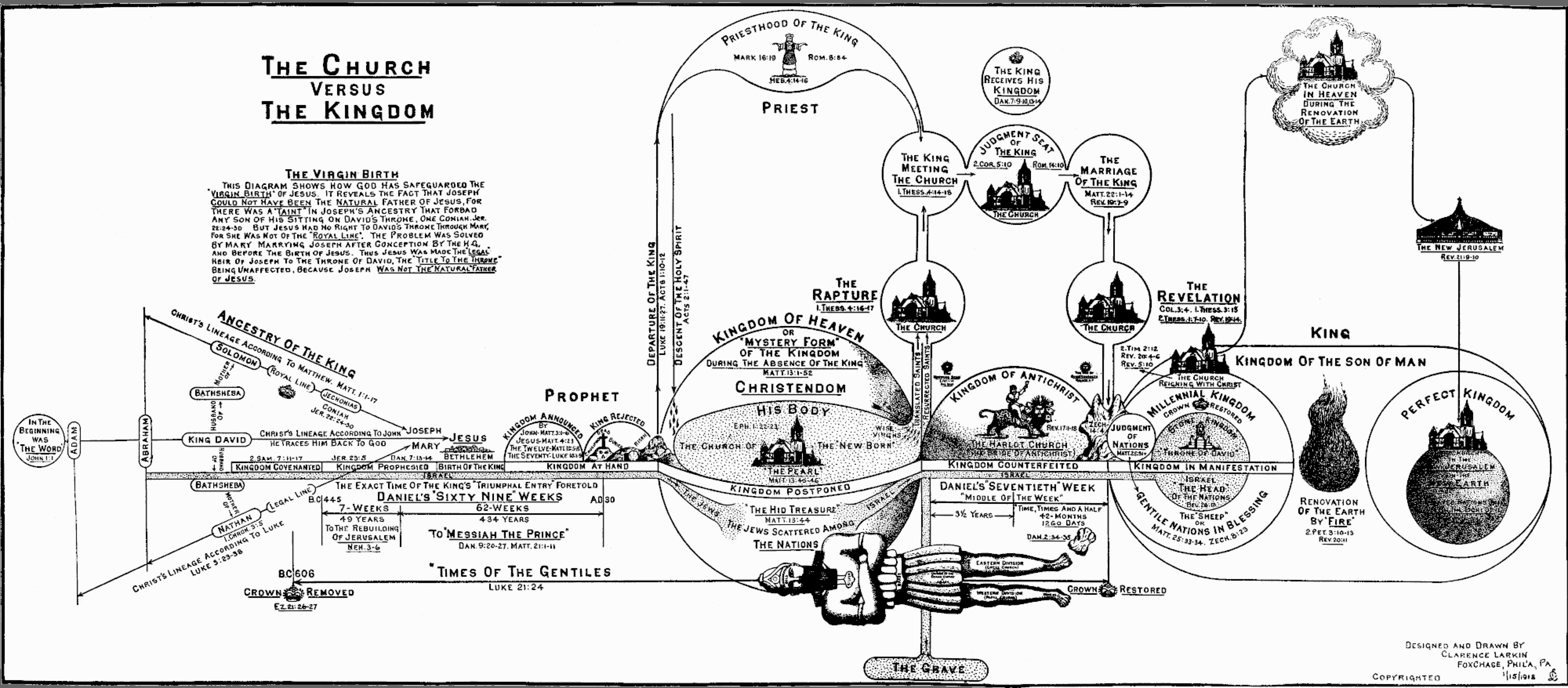
Déroulement de la prophétie biblique selon le Dispensationalisme pré-millénariste, par Clarence Larkin, 1918.

Le livre sur le plan et le dessein de Dieu dans les âges, contient des dizaines de cartes et des centaines de pages d'éléments descriptifs. Il consacre trois années à concevoir et dessiner les graphiques et à préparer le texte. Ce livre est une véritable défense du dispensationalisme pré-millénariste, s'appuyant notamment sur les grands thèmes présents dans les œuvres de figures majeures de l'époque comme Cyrus Scofield, William Eugene Blackstone et John Nelson Darby. Comme C. I. Scofield, il a également distingué sept dispensations, la courante étant la « dispensation de la grâce », « dispensation de l'Eglise » ou « dispense ecclésiastique ».
Par ailleurs, Larkin déplorait souvent la tendance des écrivains à dire des choses peu charitables sur les autres. Ainsi, il se réservait aux critiques et se contenter à présenter simplement sa compréhension des Ecritures bibliques. Au cours de cinq dernières années de sa vie, la hausse de demande pour ses livres l'oblige à abandonner le pastorat, pour consacrer tout son temps à l'écriture. Il est décédé le 24 janvier 1924.